# São Mateus (galeão)
O São Mateus foi um galeão da Marinha Portuguesa. Foi um dos navios capturados pelos espanhóis durante a Guerra da Sucessão Portuguesa.